# بابوسا (انتیوکیا)
بابوسا (انتیوکیا) (به اسپانیایی: Barbosa, Antioquia) یک سکونتگاه مسکونی در کلمبیا است که در Aburrá Valley واقع شده‌است.